# Шелебі
Шелебі (також відомий як Микола Іванович Полоруссов; нар. 2 (14) травня 1881, Нове Узєєво — пом. 12 січня 1945) — чуваський поет, прозаїк і перекладач, перший Народний поет Чуваської АРСР.

## Біографія
Народився в селі Нове Узеєво Чистопільського повіту Казанської губернії. Батько майбутнього поета, сприйнявши християнські традиції, першим у селі перестав відзначати язичницьке свято п'ятниці, через що його прозвали «полуруссом».
У 1907 році, побоюючись переслідувань поліції, Шелебі втік до Сибіру. Працював на будівництві залізниці Красноярськ-Ачинськ, трудився на золотих копальнях, в 1910 році отримав земельний наділ. У 1914 році повернувся в рідне село.
Після Жовтневої революції брав активну участь у громадському житті села, повіту — був членом комітету бідноти, секретарем сільської ради, працював в культурно-освітніх установах. У 1922 році переїхав до Чебоксар.

### Літературна діяльність
Літературною діяльністю почав займатися у 1905—1907 роках.
У 1906 році написав сатиричну пісню «Росія».
У 1907 році в газеті «Хыпар» було надруковано його перший алегоричний вірш під назвою «Çĕлен» (Змія). Для проходження цензури на шпальтах газети вірш називався «Тав» (Дякую). У вірші поет клеймить царат і закликає трудящих зруйнувати світ насилля. За деякими даними, вважається, що вірш був написаний під впливом поеми Максима Горького «Пісня про Буревісника».
В 1912—1914 роках пише поему «Ваçанка» (Васянка), яка стає одним з найкращих сатиричних творів у дореволюційній чуваській літературі, «Çарăмсанпа Хăнтăрçа», вірші «Константинополь хулине туни çинчен чăваш ваттисем калани» (Оповідь чуваських старців про будівництво міста Константинополя), «Пӳлерти Валӗм хуçа çинчен», присвячений предкам чувашів в Булгарському царстві.
З 1926 року повністю віддається літературній праці: пише сатиричні вірші, цикл віршів на військові теми, твори для дітей, перекладає твори татарських письменників чуваською мовою.
Основні книги письменника: «Автономи юрри» (Пісня автономії), «Ача-пăча сăввисем» (Вірші для дітей), «Суйласа илнисем» (Вибрані), «Сăвăсем, легендăсем» (Вірші, легенди), «Сăвăсемпе юрăсем» (Вірші і пісні), «Çырнисен пуххи» (Збірник праць), «Чуваська пісня», «Ессебе», «Пирĕн юрă» (Наша пісня), «Кушакпа автан» (Кішка і півник) та інші.

## Смерть
У 1931 році Шелебі осліп.
Помер 12 січня 1945 року. Похований на Чебоксарському кладовищі № 1.